# کتر داناهیو
کتر داناهیو (انگلیسی: Kether Donohue؛ زادهٔ ۳۱ اکتبر ۱۹۸۵) هنرپیشه و خواننده اهل ایالات متحده آمریکا است. وی از سال ۱۹۹۷ میلادی تاکنون مشغول فعالیت بوده‌است.
از فیلم‌ها یا برنامه‌های تلویزیونی که وی در آن نقش داشته‌است می‌توان به خلیج، آوازخوان حرفه‌ای، آوازخوان حرفه‌ای ۲ و تو بدترینی اشاره کرد.